# グリヴナ (装身具)

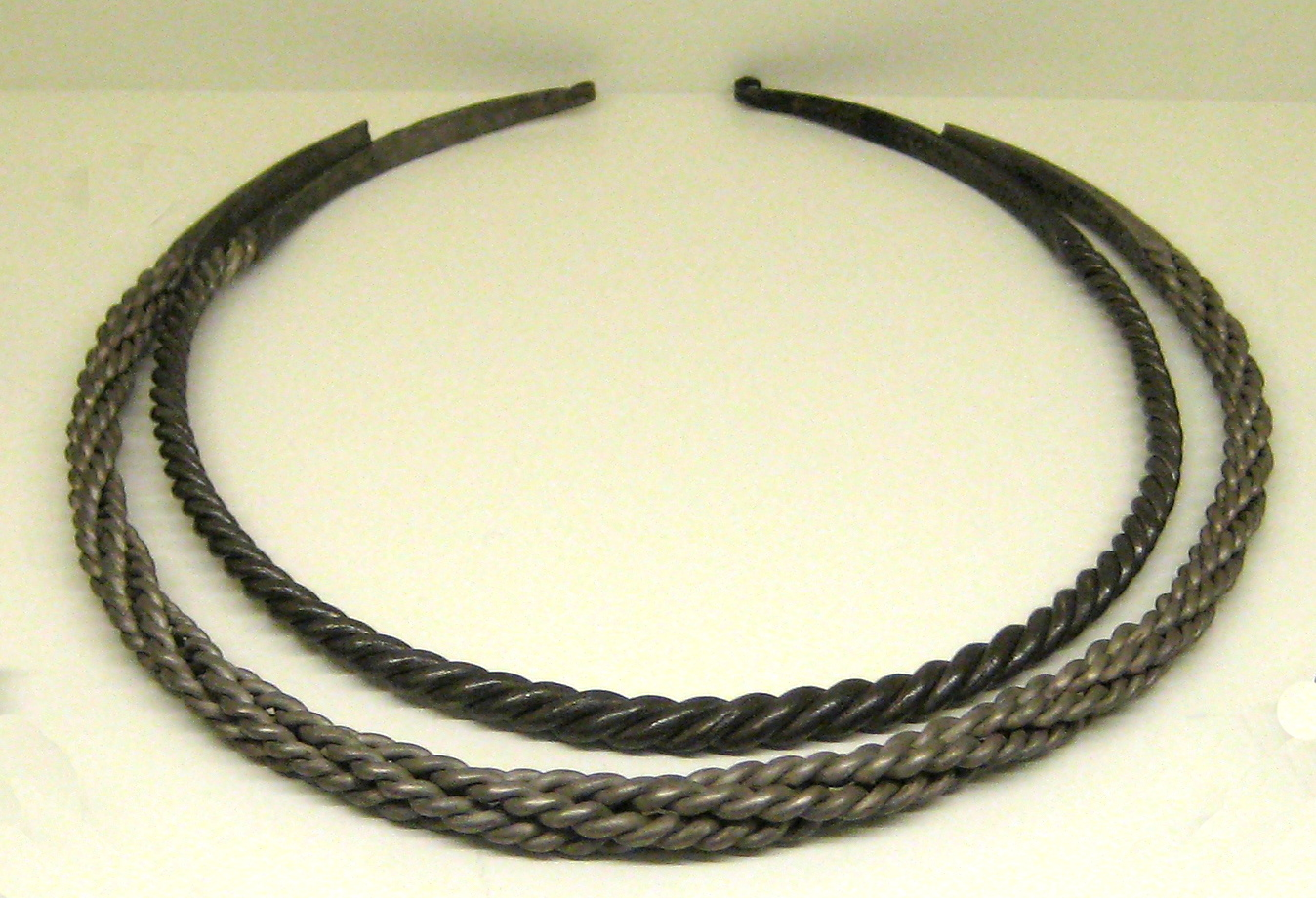
12世紀、銀製のグリヴナ

グリヴナ（古東スラヴ語: гривьна）は金または銀でできたキエフ・ルーシ期の首飾りである。
キエフ・ルーシ期のグリヴナは、装飾品であるとともに、勲功章、識別章(ru)の役割を担っていた。たとえば10 - 11世紀のドルジーナ（クニャージ（公）に直属する軍人階級）は、褒賞としてグリヴナを授与された。しかし12 - 14世紀には、これらの首飾りは、専ら、富裕層の女性の装身具として用いられるようになった。また16世紀には、結婚式の儀式の一部に用いられていた。言葉の意味としても、グリヴナは、当初は本項のような首飾りあるいは腕輪を指していたが、次第に通貨単位（グリヴナ）を指す言葉となった。